# Сонет 74
Сонет 74 (англ. Sonnet 74) — один из 154 сонетов, написанных Уильямом Шекспиром и впервые опубликованных в 1609 году. Дата написания неизвестна, существуют разные гипотезы на этот счёт. Результаты компьютерного анализа говорят, что сонеты с 61-го по 103-й были написаны к началу 1590-х годов и после этого почти не редактировались, но не все исследователи с этим согласны. Возможно, Шекспир редактировал все сонеты до момента их публикации.
Предположительно первое издание не было авторизованным. Тем не менее начиная с 1711 года сонеты публикуются в той же последовательности, и учёные на основе изначальной нумерации раскрывают историю любовного треугольника, которая служит подтекстом для всего цикла.
74-й сонет относится к числу стихотворений, посвящённых другу: в них Шекспир обращается к не названному по имени молодому мужчине. Личность последнего остаётся загадкой, но в большинстве гипотез фигурируют Генри Ризли, 3-й граф Саутгемптон, и Уильям Герберт, 3-й граф Пембрук. В 74-м сонете, как и в трёх предыдущих, Шекспир размышляет о своей смерти и о том, каким друг его запомнит. Исследователи видят здесь мотивы из библейской Книги Иова и скрытые цитаты из англиканского чина погребения с той разницей, что автор поручает свой дух не богу, а другу.
Как почти все сонеты Шекспира (кроме 145-го), 74-й сонет написан пятистопным ямбом.